# 푸른 별
〈푸른 별〉 (일본어: 蒼い星 아오이호시[*])은 시바사키 코우의 28번째(RUI, KOH+ 명의 포함) 싱글곡이다. 2014년 8월 27일에 빅터 엔터테인먼트에서 발매되었다.

## 개요
시바사키 코우가 기존의 유니버설 뮤직에서 빅터 엔터테인먼트로 레이블을 이적한 후, 처음으로 빅터 엔터테인먼트에서 발매한 싱글 1탄이다.
타이틀곡은 TV 도쿄의 드라마24에서 방송된 야기라 유야 주연의 연속 드라마 《아오이 호노오》의 엔딩곡으로 결정되었다. "한결같이 꿈을 좇아가는 그를 아무것도 바라지 않는 사랑으로 지켜보는 여성의 마음을 노래한 장대한 러브 발라드".
시바사키 코우는 코멘트를 통해 "부드럽게 감정을 흔드는 멜로디로, 저 자신도 굉장히 마음이 흔들렸습니다. 노래하였을 때 정말로 기분이 좋았고, 몇 번이든 부르고 싶다고 생각하였습니다", "소중한 사람을 강하고도 굳게 사랑하며, 감싸안는듯한 노래입니다."라며 타이틀곡에 대한 소감을 밝혔다.
타이틀곡의 작곡가이자 음악 프로듀서인 Jeff Miyahara 또한 "그 목소리, 표현력, 표정, 공기감, 어느 것이든 시바사키 코우가 아니면 가질 수 없는 유일무이한 것으로, 이번 노래는, 그녀가 아니면 표현할 수 없는 노래라고 느꼈습니다."라고 코멘트.
레이블 이적에 대하여 시바사키 코우는 "이제부터 자신의 세계관을 더욱 더 적극적으로 명확하게 내세우면서, 새로운 팀과 함께 가꾸어 갈 수 있다면 좋겠다고 생각하고 있습니다."라며 자신의 생각을 밝혔다.
커플링곡으로는 시바사키 코우가 작사한 「summer day」와 시바사키 코우의 음성을 토대로 만든 VOCALOID인 갸라코 NEO(일본어: ギャラ子 갸라코[*]) 가 부른 「눈물은 우주에 내린다 (일본어: 涙は宇宙に降る 나미다와소라니후루[*])」 등이 수록되었다.
초회한정반의 DVD에는 「푸른 별」 MV, 「푸른 별」 Music Video Making, 「푸른 별」 (Oil Art Ver.) 등이 포함되었다.

## 수록곡
CD
1. 푸른 별(蒼い星) [3:55]
작사：시바사키 코우, 카미카오루／작곡・편곡：Jeff Miyahara, 후쿠다 타카시
《아오이 호노오》 주제가
2. summer day [4:03]
작사：시바사키 코우／작곡：후지사와 카자오／편곡：시라이시 사토리
3. 눈물은 우주에 내린다(涙は宇宙に降る) [3:51]
작사・작곡・편곡：페페롱P
VOCALOID3인 갸라코 NEO가 부른 노래
4. 푸른 별 (Instrumental) [3:55]
5. summer day (Instrumental) [4:04]
6. 눈물은 우주에 내린다 (Instrumental) [3:49]

DVD (초회한정반에 한함)
- 「푸른 별」 - Music Video -
- 「푸른 별」 - Music Video Making -
- 「푸른 별」 - Oil Art Ver. -